# Kupuzište

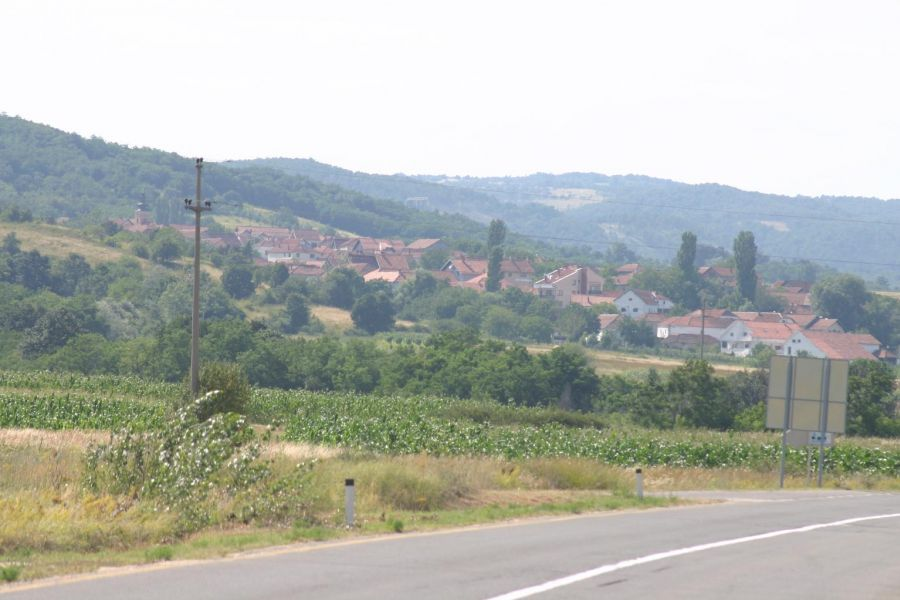
Panorama von Kupuzište

Kupuzište (kyrillisch: Купузиште) ist ein Dorf in der Opština Kladovo und im Bezirk Bor im Osten Serbiens. 

## Einwohner
Die Volkszählung 2002 (Eigennennung) ergab, dass 317 Menschen im Dorf leben.
Weitere Volkszählungen:
- 1948: 783
- 1953: 768
- 1961: 819
- 1971: 782
- 1981: 797
- 1991: 657